# Microsomatidia reticulata
Microsomatidia reticulata är en skalbaggsart som beskrevs av Henri L. Sudre 2001. Microsomatidia reticulata ingår i släktet Microsomatidia och familjen långhorningar. Inga underarter finns listade i Catalogue of Life.